# مات ماكونيل
مات ماكونيل (بالإنجليزية: Matt McConnell)‏ هو مذيع ‏ أمريكي، ولد في 9 مارس 1963.